# Государственный литературный музей Янки Купалы
Государственный литературный музей Янки Купалы (бел. Дзяржаўны літаратурны музей Янкі Купалы) — литературный и мемориальный музей, посвященный жизни и творчеству классика белорусской литературы, народного поэта БССР Янки Купалы. Имеет филиалы в населённых пунктах Вязынка, Левки, Хоружинцы, Яхимовщина.

## История
Музей основан 19 мая 1944 года при Академии наук в соответствии с постановлением № 268 Совета народных комиссаров БССР. Его создателем и первым директором была жена Янки Купалы, заслуженная деятельница культуры БССР Владислава Луцевич. Сначала для нужд музея был предоставлен третий этаж Дома профсоюзов в Минске, на площади Свободы, 23. 20 сентября 1945 года открылась первая выставка о жизни и творчестве поэта.
Создание постоянной экспозиции осложнялась тем, что дом Янки Купалы сгорел в первые дни войны, а вместе с ним погибли богатый архив и библиотека поэта. Во времена войны погиб и тот архив Янки Купалы, который он передал государственной библиотеке в довоенные годы.
9 ноября 1959 года музей переехал в специально построенное для него новое здание, расположенное на улице Янки Купалы. В данном помещении была создана новая экспозиция, посвященная жизни и творчеству поэта. С 1995 года на базе музея создан Международный фонд Янки Купалы. На 1 января 2006 года количество музейных предметов основного фонда составляло 30 319 единиц, научно-вспомогательного – 8 505 единиц. Все фондовые предметы были распределены в 16 коллекций. Музей Янки Купалы имеет 4 филиала: «Вязынка», «Левки», «Окопы», «Яхимовщина».
В настоящее время Государственный литературный музей Янки Купалы входит в Европейский каталог музеев, является членом белорусского комитета ICOM.

## Филиалы
- Купаловский мемориальный заповедник «Левки»

## Награды
- Специальная премия Президента Республики Беларусь деятелям культуры и искусства (8 января 2013 года) — за большую работу по сохранению и популяризации литературного наследия Янки Купалы[2].